# Puchar Polski w piłce nożnej (1988/1989)
Puchar Polski w piłce nożnej mężczyzn 1988/1989 – 35. edycja rozgrywek mających na celu wyłonienie zdobywcy Pucharu Polski, który uzyskał tym samym prawo gry w 1/16 finału Pucharu Zdobywców Pucharów w sezonie 1989/1990. Mecz finałowy odbył się na Stadionie OSiR w Olsztynie.
Tytuł zdobyła Legia Warszawa, dla której był to ósmy tryumf w historii klubu.
I Runda – 25 lipca 1988
AZS Biała Podlaska – KS Lublinianka 1-1, k. 4-5
Chełmianka Chełm – Stal Kraśnik 2-1
Hetman Zamość – Cracovia 0-0, k. 5-4
Orzeł Ząbkowice Śląskie – Chrobry Głogów 0-2
Orzeł Biały Wałcz – Warta Poznań 1-1, k. 2-3
Olimpia II Poznań – Lechia Zielona Góra 2-1
Piotrcovia Piotrków Trybunalski – Ostrovia Ostrów Wielkopolski 0-1
Pogoń Zduńska Wola – Górnik Konin 2-3
Gościbia Sułkowice – Boruta Zgierz 1-0
ŁKS II Łódź – Unia Skierniewice 2-1
Stal Kutno – Goplania Inowrocław 1-4
FAM Chełmno – Arka Gdynia 0-6
Jagiellonia II Białystok – Wigry Suwałki 3-2, po dogr.
Polna Przemyśl – Karpaty Krosno 0-1
Sokół Nisko – Izolator Boguchwała 1-2
Gwardia Opole – Polonia Leszno 1-1, k. 2-4
Odra II Opole – BKS Stal Bielsko-Biała 0-1
Wisłoka Dębica – Glinik Gorlice 3-0
Pogoń Siedlce – Polonia Warszawa 1-3
GKS Rozbark – Moto Jelcz Oława 2-1
Motor Praszka – Zelmer Rzeszów 1-4
Beskid Andrychów – Górnik II Knurów 0-1
Granica Bogatynia – Victoria Wałbrzych 1-4
Krupiński Suszec – Korona Kielce 3-1
Grom Czerwony Bór – Narew Ostrołęka 2-0
Kujawiak Włocławek – Polonia Bydgoszcz 1-3
Moto Jelcz II Oława – SHR Wojcieszyce 3-1
Orkan Gdynia – Mazovia Ciechanów 2-0
Pogoń Grodzisk Mazowiecki – Czarni Radom 1-2
Stomil Olsztyn – Pogoń Prabuty ?-?
Flota Świnoujście – Gwardia Koszalin 4-1
Błękitni Stargard – Gryf Słupsk 1-1 pd., k. 2-3
II Runda – 3 sierpnia 1988
ŁKS II Łódź – GKS Bełchatów 2-3
KS Lublinianka – Broń Radom 3-1
Jagiellonia II Białystok – Gwardia Szczytno 4-2
Górnik II Knurów – Stal Rzeszów 4-5, po dogr.
Chełmianka Chełm – Błękitni Kielce 0-3
Zelmer Rzeszów – Hutnik Kraków 0-1
Stomil Olsztyn – Gwardia Warszawa 4-1
Victoria Wałbrzych – Piast Gliwice 0-0, k. 1-3
GKS Rozbark – Wisła Kraków 4-2, po dogr.
Krupiński Suszec – Avia Świdnik 0-2
Gościbia Sułkowice – Odra Wodzisław Śląski 1-1, k. 2-4
Grom Czerwony Bór – Motor Lublin 3-0
Polonia Leszno – Polonia Bytom 0-6
BKS Stal Bielsko-Biała – Resovia 0-1
Ostrovia Ostrów Wielkopolski – Stilon Gorzów Wielkopolski 1-1, k. 5-4
Goplania Inowrocław – Olimpia Elbląg 1-4
Karpaty Krosno – Stal Mielec 2-1
Olimpia II Poznań – Zagłębie Wałbrzych 0-4
Górnik Konin – Piast Nowa Ruda 1-1, k. 3-4
Polonia Warszawa – Zagłębie Sosnowiec 0-2
Izolator Boguchwała – Igloopol Dębica 2-4
Wisłoka Dębica – Radomiak Radom 2-0
Arka Gdynia – Stal Stocznia Szczecin 5-2
Chrobry Głogów – Ślęza Wrocław 2-2, k. 5-4
Polonia Bydgoszcz – Ruch Chorzów 1-2
Czarni Radom – Urania Ruda Śląska 1-1, k. 4-5
Moto Jelcz II Oława – Odra Opole 1-2
Hetman Zamość – Górnik Knurów 0-2
Flota Świnoujście – Zawisza Bydgoszcz 2-4
Gryf Słupsk – Stoczniowiec Gdańsk 3-2
Warta Poznań – Włókniarz Pabianice 1-0, po dogr.
Orkan Gdynia – GKS Jastrzębie 1-4
III Runda – 17 sierpnia 1988
Karpaty Krosno – Hutnik Kraków 1-3
Piast Nowa Ruda – GKS Jastrzębie 0-1
Chrobry Głogów – Zagłębie Wałbrzych 2-1, po dogr.
Warta Poznań – Zawisza Bydgoszcz 1-2
Ostrovia Ostrów Wielkopolski – Odra Wodzisław Śląski 0-1
Gryf Słupsk – GKS Bełchatów 2-0
Grom Czerwony Bór – Błękitni Kielce 1-1, k. 4-3
Jagiellonia II Białystok – Stomil Olsztyn 0-2
Odra Opole – Zagłębie Sosnowiec 1-1, k. 4-2
Górnik Knurów – Polonia Bytom 1-2
Olimpia Elbląg – Arka Gdynia 2-1, po dogr.
GKS Rozbark – Piast Gliwice 0-0, k. 2-3
Ruch Chorzów – Urania Ruda Śląska 8-1
KS Lublinianka – Avia Świdnik 2-0
Wisłoka Dębica – Resovia 5-2, po dogr.
Stal Rzeszów – Igloopol Dębica 4-1
IV Runda – 31 sierpnia 1988
GKS Jastrzębie – Olimpia Poznań 1-0
Ruch Chorzów – Widzew Łódź 3-0
Chrobry Głogów – Jagiellonia Białystok 1-1, k. 2-4
Stal Rzeszów – Legia Warszawa 0-1, po dogr.
Odra Opole – Szombierki Bytom 1-0
Zawisza Bydgoszcz – Śląsk Wrocław 2-3
Odra Wodzisław Śląski – Zagłębie Lubin 1-0
KS Lublinianka – Lech Poznań 1-2
Wisłoka Dębica – Górnik Zabrze 0-0, k. 4-5
Olimpia Elbląg – Bałtyk Gdynia 1-1, k. 5-6
Piast Gliwice – GKS Katowice 1-2
Gryf Słupsk – ŁKS Łódź 1-4
Grom Czerwony Bór – Stal Stalowa Wola 0-2
Stomil Olsztyn – Górnik Wałbrzych 2-1
Hutnik Kraków – Lechia Gdańsk 2-1
Polonia Bytom – Pogoń Szczecin 0-1

## 1/8 finału
Mecze zostały rozegrane 14 września 1988.
Bałtyk Gdynia – Lech Poznań 2:1 (Szura 6' Wiszniewski 41' - Pachelski 24')

Stal Stalowa Wola – Jagiellonia Białystok 2:4 (Tworek 57' Strzelec 75' - Michalewicz 15' 71' Głębocki 30' Szugzda 86')

Hutnik Kraków – GKS Katowice 2:3 (Węgrzyn 10' Kraczkiewicz 43' - Kubisztal 33' Piekarczyk 71' Furtok 84')

GKS Jastrzębie – Górnik Zabrze 1:3 (Zimnicki 14' - Komornicki 22' Cyroń 53'k. R.Warzycha 78')

Stomil Olsztyn – Pogoń Szczecin 0:2 (Sokołowski 47' Ostrowski 76')

Odra Opole – Śląsk Wrocław 1:1, k. 4:5 (Wolny 61' - Horst 69')

Odra Wodzisław Śląski – Ruch Chorzów 1:2 (Wieczorek 56' - K.Warzycha 27' 86')

Legia Warszawa – ŁKS Łódź 3:0 (Terlecki 26'k. Kubicki 55' Pisz 73')

## Ćwierćfinały
Pierwsze mecze zostały rozegrane 16 listopada 1988, a rewanże 27 listopada 1988.
Jagiellonia Białystok – Bałtyk Gdynia 0:0

Bałtyk Gdynia – Jagiellonia Białystok 1:1 (Wachełko 85' - J.Bayer 74')

Pogoń Szczecin – Ruch Chorzów 3:3 (Ostrowski 11' 55' Sokołowski 25' - Szuster 28' 70' K.Warzycha 50')

Ruch Chorzów – Pogoń Szczecin 4:0 (Nowak 4' K.Warzycha 22' 45' Bąk 80')

Górnik Zabrze – Legia Warszawa 2:3 (Rzepka 11' 61' - Arceusz 30' Łatka 39' Dziekanowski 48')

Legia Warszawa – Górnik Zabrze 2:0 (Dziekanowski 45' Pisz 48')

GKS Katowice – Śląsk Wrocław 3:1 (Nawrocki 24' Morcinek 76' 82' - Piatecki 56')

Śląsk Wrocław – GKS Katowice 1:2 (Stelmach 9' - Walczak 40' Biegun 82')

## Półfinały
Pierwsze mecze zostały rozegrane 4 i 5 marca 1989, a rewanże 15 marca 1989.
Ruch Chorzów – Jagiellonia Białystok 0:0

Jagiellonia Białystok – Ruch Chorzów 2:0 (Lisowski 31' Szymanek 89')

-

GKS Katowice – Legia Warszawa 1:0 (Kubisztal 70')

Legia Warszawa – GKS Katowice 2:0 (Terlecki 12' R.Robakiewicz 20')

## Finał
| 24 czerwca 1989 17:00 | Legia Warszawa · Kosecki 8', 28' · Dziekanowski 20', 80' · Iwanicki 53' | 5:23:1Raport | Jagiellonia Białystok · 31' Leszczyk · 66' Bayer | Stadion OSiR, Olsztyn Widzów: 20 000 Sędzia: Krzysztof Perek (Poznań) |
|                       |                                                                         |              |                                                  |                                                                       |

| Puchar Polski w piłce nożnej 1988/1989 Zwycięzcy |
| ------------------------------------------------ |
| Legia Warszawa 8. Tytuł                          |